# Chrysocerca ruiliana
Chrysocerca ruiliana är en insektsart som beskrevs av C.-k. Yang och X.-x. Wang 1994. Chrysocerca ruiliana ingår i släktet Chrysocerca och familjen guldögonsländor. Inga underarter finns listade i Catalogue of Life.